# I. e. 404
Évszázadok: i. e. 6. század – i. e. 5. század – i. e. 4. század
Évtizedek: i. e. 450-es évek – i. e. 440-es évek – i. e. 430-as évek – i. e. 420-as évek – i. e. 410-es évek – i. e. 400-as évek – i. e. 390-es évek – i. e. 380-as évek – i. e. 370-es évek – i. e. 360-as évek – i. e. 350-es évek
Évek: i. e. 409 – i. e. 408 – i. e. 407 – i. e. 406 –  i. e. 405 – i. e. 404 – i. e. 403 – i. e. 402 – i. e. 401 – i. e. 400 – i. e. 399

## Események

### Görögország
- A peloponnészoszi háborúban a spártaiak által ostromlott Athénban Kleophon tovább lelkesít az ellenállásra, de ahogy a helyzet egyre reménytelenebbé válik, bíróság elé állítják és halálra ítélik.
- Április 25. – a kiéheztetett, járvány sújtotta Athén megadja magát és a peloponnészoszi háború véget ér.
- Theramenész megállapodik a spártaiakkal a megadás feltételeiről. Athén megtarthatja függetlenségét, de falait lebontják,  elveszti minden külső birtokát, maradék flottáját és szövetségi szerződést kell kötnie Spártával. Az égei-tengeri és ióniai görög városok ismét perzsa fennhatóság alá kerülnek.
- A spártai Lüszandrosz bábkormányt létesít Athénban, az ún. "harminc zsarnokot", amelyet Kritiasz vezet és tagjai között van Theramenész is. A zsarnokok számos polgárt kivégeztetnek és megfosztják az athéniakat számos joguktól.
- Athén korábbi szövetségeseinek nagy részét tízfős tanács kormányozza és spártai helyőrséget létesítenek a városaikban.
- Thraszübulosz athéni hadvezért száműzik és Thébaiba távozik.
- Kritiasz árulással vádolja Theramenészt és méreggel meggyilkoltatja.
- Athén korábbi vezetője, Alkibiadész a hellészpontoszi Frígia perzsa helytartójánál keres menedéket és segítséget kér tőle. Amikor ezt a spártaiak megtudják, meggyilkolják.
- Lüszandrosz elfoglalja Számoszt.

### Egyiptom
- a szaiszi Amonardisz fellázad Perzsia ellen a Nílus-deltában, ő lesz a 28. dinasztia első (és egyetlen) fáraója).

### Perzsia
- Meghal II. Dareiosz perzsa király, a trónon fia, II. Artaxerxész követi.
- Tisszaphernész káriai szatrapa azzal vádolja Dareiosz fiatalabb fiát, Küroszt, hogy bátyja meggyilkolását tervezi. Az özvegy királynő, Parüszatisz közbenjárására Kürosznak megkegyelmeznek és visszaküldik szatrapiájába.

### Itália
- Rómában consuli jogkörű katonai tribunusok: Caius Valerius Potitus Volusus, Cnaeus Cornelius Cossus, Manlius Sergius Fidenas, Caeso Fabius Ambustus, Publius Cornelius Maluginensis és Spurius Nautius Rutilus.

## Halálozások
- Alkibiadész, athéni politikus
- Kleophon, athéni demagóg politikus
- II. Dareiosz perzsa király
- Theramenész, athéni politikus

## Fordítás
- Ez a szócikk részben vagy egészben  a(z)   404 BC című angol Wikipédia-szócikk ezen változatának fordításán alapul.  Az eredeti cikk szerkesztőit annak laptörténete sorolja fel. Ez a jelzés csupán a megfogalmazás eredetét és a szerzői jogokat jelzi, nem szolgál a cikkben szereplő információk forrásmegjelöléseként.